# Bezden (Bułgaria)
Bezden (bułg. Безден) – wieś w Bułgarii, w obwodzie sofijskim, w gminie Kostinbrod. Według danych szacunkowych Ujednoliconego Systemu Ewidencji Ludności oraz Usług Administracyjnych dla Ludności, 15 września 2022 roku miejscowość liczyła 398 mieszkańców.
Przez wieś przepływa rzeka Błato. We wsi znajduje się charakterystyczna rzeźba krasowa i źródła krasowe. Przy zbiorniku retencyjnym znajduje się altana, w której można odpocząć. 

## Osoby związane z miejscowością

### Urodzeni
- Kostenko Stojkow (1893–?) – bułgarski ochotnik macedońskio-ordiński, 4. kompanii 6. pułku ochrydzkiego, zdobywca orderu „Za Odwagę” IV stopnia.